# 하르마게돈
하르마게돈(고대 그리스어: Ἁρμαγεδώνˌ, 라틴어: Harmagedon, 히브리어: הַר מְגִדּוֹן 하르므깃돈) 또는 대중적으로 아마겟돈(영어: Armageddon)은 세상의 종말에 일어날 것으로 예언된 최후의 전투가 일어나는 장소를 말한다. 기독교에서 유래한 단어이지만 일반적인 세상의 종말을 말할 때도 쓰인다.

## 어원

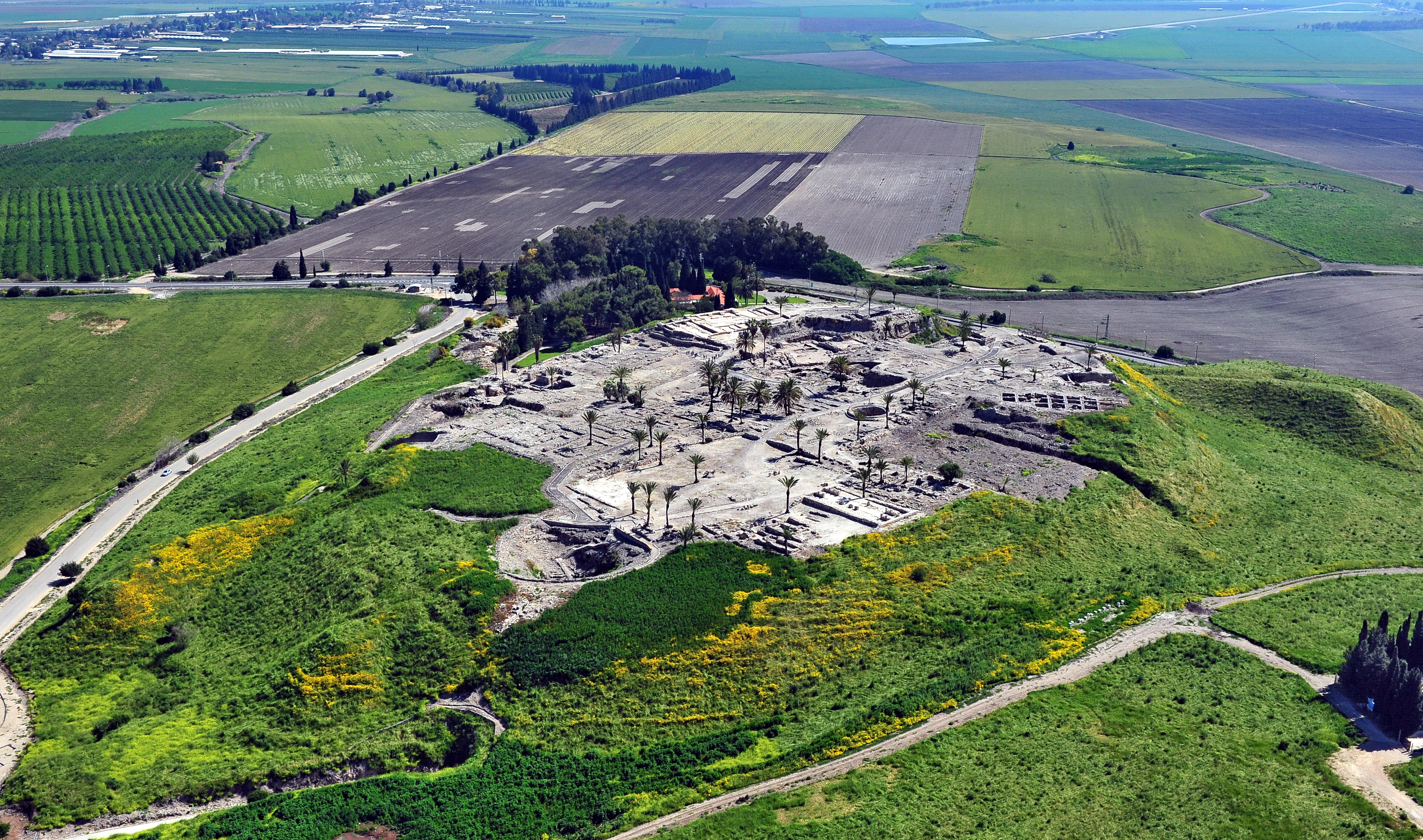
메기도 언덕.

고대 그리스어 ‘하르마게돈’은 히브리어로 ‘산·언덕’이란 뜻의 하르(הַר)와 메기도를 부르는 말인 므깃돈(מְגִדּוֹן)을 합친 말이다. 메기도는 고대의 성곽 등이 쌓여서 만들어진 언덕인 텔로, 기원전 609년 유다 왕국의 왕 요시아와 이집트의 파라오 네카우 2세(바로느고) 사이의 전투 등 고대에 많은 전투가 있었다.

## 기독교
메기도는 구약성경에서 열두 차례 등장한다. 요한계시록 16장 16절에는 왕들이 모이는 장소로 하르마게돈이 언급된다. 군대가 모인다는 언급이 있지는 않다. 신학자 루서스 존 러쉬두니는 메기도에는 산이 없으므로 구체적인 장소를 떠올리는 것을 막기 위한 표현이라고 주장했다. 제임스 버렐 조던과 메러디스 클라인과 같은 학자들은 하르마게돈이 히브리어로 ‘모임’을 뜻하는 단어 מועד moed에서 왔다고 주장했다.
요한계시록에 대한 기독교의 전통적인 해석은 악마와 회개하지 않은 죄인에게 신의 심판이 내려진다는 것이다. 하르마게돈은 이에 대한 상징적인 이름으로 쓰인다.

## 같이 보기
- 마카베오상
- 안티오코스 4세
- 과거주의
- 라그나로크
- 알말하마 알쿠브라(영어판)